# WWE 2K
WWE 2K, publicat anteriorment com a WWF/E SmackDown! i SmackDown vs. Raw, és una sèrie de videojocs esportius de lluita lliure professional que va aparèixer l'any 2000. L'argument de la sèrie és emular l'esport de la lluita lliure professional, i més concretament, el de la WWE.
Els jocs van ser publicats originalment per THQ i desenvolupats per Yuke's. 2K Sports es va fer càrrec de la publicació a partir de la versió WWE 2K14 del 2013, i la sèrie es va desenvolupar conjuntament amb Visual Concepts fins a la marxa de Yuke's el 2018. Visual Concepts es va fer càrrec llavors del desenvolupament de la sèrie, començant amb la WWE 2K20 el 2019.

## Història i desenvolupament
El primer joc, WWF SmackDown!, fou desenvolupat per Yuke's, publicat per THQ i llançat el 2 de març de 2000; aquest acord es va mantenir fins al 2012. La sèrie va rebre el nom originalment d'un dels programes setmanals de televisió de la WWE, SmackDown, i inicialment va ser exclusiu de la PlayStation 2 de Sony. El motor de la sèrie es basava originàriament en l'utilitzat pel joc japonès Power Move Pro Wrestling, que també va ser desenvolupat per Yuke's.
La sèrie va canviar de nom el 2004 a WWE SmackDown! vs. Raw, després de la introducció de la divisió de la marca WWE entre les marques SmackDown i Raw; aquest últim porta el nom del programa insígnia de la WWE, WWE Raw. Després d'utilitzar subtítols en lliuraments anteriors, es van introduir veus en off al «Mode Temporada» del joc. Amb l'excepció del «WWE SmackDown! Here Comes the Pain» del 2003, es van incloure comentaris pregravats de comentaristes de la WWE a cada joc des del llançament de «WWF SmackDown! Just Bring It» del 2001.
El 2006, «WWE SmackDown vs. Raw 2007» va ser el primer joc de la sèrie que es va llançar per a diverses consoles de jocs. La sèrie es va continuar expandint a diverses videoconsoles de setena generació, portàtils i dispositius mòbils. Yuke's va explicar havien hagut de traduir els seus codis font originals del joc, que componien cada mode de joc i dissenys gràfics, a un nou motor de videojoc que admetés les noves videoconsoles. Quan s'afegissin noves funcions als jocs futurs, els desenvolupadors haurien de crear nous codis font per a aquestes funcions.
La sèrie es va rellançar el 2011 amb el publicació de WWE '12. Tanmateix, després de la fallida, la liquidació i la dissolució de THQ el gener de 2013, els drets de publicació dels videojocs de la WWE van ser adquirits per Take-Two Interactive.
WWE 2K14 de 2013 va ser el primer videojoc de la sèrie que es va llançar sota la marca 2K Sports. El 2015, es va llançar una versió només per a mòbils Android i iOS. La llicència de la sèrie de 2K es va ampliar a principis de 2016.
WWE 2K20 del 2019 va ser el primer joc de la sèrie desenvolupat exclusivament per Visual Concepts, que havia treballat amb Yuke's en jocs anteriors sota la marca WWE 2K. El joc va rebre crítiques generalment negatives, degut a diversos canvis considerats com una regressió de 2K19, i per nombrosos errors i problemes tècnics en el seu llançament. En conseqüència, la sèrie es va prendre una pausa de dos anys, amb el llançament de WWE 2K Battlegrounds el 2020 com a reemplaçament d'un joc WWE 2K21 prèviament planificat. WWE 2K22, la vint-i-dosena entrega de la sèrie, es va estrenar el març de 2022 amb una acollida generalment més favorable que la de la seva predecessora.